# Trasplantament de cara
Un trasplantament de cara és un empelt de pell que implica reemplaçar enterament o parcialment la cara d'un pacient per la cara d'un donant.

## Propòsit
Podrien beneficiar-se del procediment les persones amb cares desfigurades a causa de cremades, traumatismes, malalties o malformacions congènites.
L'alternativa a un trasplantament de cara és traslladar la mateixa pell de l'esquena, natges o cuixes del pacient a la seua cara en una sèrie d'almenys cinquanta operacions per a recuperar les funcions normals, encara que és clar, limitades. Aquesta manera dona com a resultat una cara sovint comparable amb una màscara.
El Dr. L. Scott Levin, cap de cirurgia plàstica i reconstructiva del Centre Mèdic de la Universitat Duke (Duke University Medical Center, en anglès) ha descrit el procediment com "l'àrea més important de la investigació reconstructiva."

## Història

### Un mateix com donant
Conta un article del periòdic britànic The Guardian: "En 1994, una xiqueta de nou anys del nord de l'Índia va perdre la seua cara i el seu cuir cabellut en un accident de trilladora. Els seus pares van córrer a l'hospital amb la seua cara en una borsa de plàstic i un cirurgià va aconseguir reconectar les artèries i reimplantar la pell." 
 L'operació va ser un èxit, encara que la xiqueta va quedar amb una mica de dany muscular així com li va quedar marcat el perímetre on se suturà la pell facial.

### Boca i nas d'altra persona
El primer trasplantament de cara parcial del món sobre una persona viva es va produir en novembre de 2005 per un equip de cirurgians dirigit pel professor Bernard Devauchelle, Cap del Servei de Cirurgia Oral i Maxil·lofacial del Complex Hospitalari Universitari d'Amiens, França en cooperació amb el Professor Jean-Michel Dubernard (el mateix cirurgià que va realitzar el primer trasplantament satisfactori de mà en 1998).
Isabelle Dinoire, nascuda en 1967, ciutadana francesa, primera persona a rebre un trasplantament parcial de cara, a causa de circumstàncies de depressió Isabelle pren la seua medicació i es desmaia. Quan desperta, el primer que fa és intentar encendre un cigar, i en adonar-se de la seua impossibilitat descobreix la reguera de sang que hi ha en el sòl. Ràpidament es mira en l'espill i veu que el seu rostre ha quedat desfigurat, no té nas, ni llavis, ni mentó i no sent dolor cap. L'increïble del cas és que les ferides foren causades per la seua gossa, la qual es creu que intentava despertar-la  Arxivat 2009-02-21 a Wayback Machine.. Li fou empeltat a la pacient un triangle de teixit facial de la nas i la boca d'una persona morta.
 Arxivat 2006-02-19 a Wayback Machine..
Els seus metges diuen que encara li queda un llarg recorregut i que arribarà a augmentar més el moviment del llavi. Encara en aquest estat, Isabelle dona una conferència de premsa, es presta que li traguen fotos i és capaç d'esbossar uns lleugers somriures.
"Els científics d'altres llocs han realitzat trasplantaments de cuir cabellut i orelles. No obstant això, aquesta és la primera vegada que es realitza un trasplantament de boca i nas. Els experts diuen que la boca i nas són les parts més difícils de la cara per a trasplantar." 

### Cara completa d'altra persona
Els científics de la Universitat d'Utrecht i la Universitat de Louisville cerquen l'aprovació per a aquesta operació de trasplantament de cara experimental que seria realitzada en els Països Baixos. En 2004, la Clínica Cleveland es convertia en la primera institució a aprovar aquest tipus de cirurgia. L'equip de la Dra. Maria Siemionow, de la Clínica Cleveland, està cercant a la seua primer pacient.
En Colòmbia es planeja fer el primer trasplantament facial en Llatinoamèrica. El pacient és John Diego Riascos, un militar que va patir l'atac d'un rocket durant un combat amb l'escamot, el rostre del qual va ser reemplaçat amb part d'una de les seues natges. Actualment, l'Hospital Militar cerca un donant de rostre. Fins ara només s'ha ofert un desmobilitzat de les Autodefenses Unides de Colòmbia.
El 2024 l'Hospital de Bellvitge realitzà el primer trasplantament facial del món amb un donant a qui el cor ja li havia deixat de bategar.

## Cirurgia i tractament post-operació
El procediment consisteix en una sèrie d'operacions que requereixen equips d'especialistes que vagen alternant-se. Tenint en compte el tipus de teixit, edat, sexe i color de la pell, es lleva i se substitueix la cara del pacient (inclosa el greix subjacent, els nervis i els vasos sanguinis, però cap múscul). La cirurgia pot durar entre 8 i 15 hores, seguides per una estada en l'hospital d'entre 10 i 14 dies.
Un equip mèdic extrauria la cara del donant, en mort cerebral amb batec cardiac, mentre simultàniament l'altre prepararia els vasos sanguinis i les estructures que es van a reconstruir del pacient receptor. Després d'això caldria connectar el rostre del donant a vuit vasos sanguinis, quatre artèries i quatre venes del receptor, perquè la pell reba la sang amb l'oxigen i els nutrients que necessita. Aquesta mateixa operació seria necessari realitzar-la amb els nervis que controlen els moviments facials de la cara i la capacitat sensitiva.
Després del procediment és necessària la presa de medicaments durant la resta de la vida per a suprimir el sistema immunitari propi del pacient i per a prevenir el rebuig. La immunosupressió a llarg termini augmenta el risc de desenvolupar infeccions perilloses, dolor de ronyó i càncer. La cirurgia pot donar lloc a complicacions tals com infeccions que farien que la cara es tornara de color negre, i requeririen un segon trasplantament o reconstrucció amb empelts en la pell. Els efectes psicològics del procediment poden incloure remordiment, decepció o pena o culpabilitat cap al donant.
El trasplantament no dona a la cara del pacient l'aspecte de la cara del donant difunt perquè la musculatura i els ossos subjacents són diferents. Els moviments facials són provocats pel cervell, de manera que la personalitat expressada amb la cara recorda a la del pacient. El donant només transfereix la pell de la cara, no la forma tridimensional ni la personalitat que expressa.